# Erythropitta
Erythropitta is een geslacht van zangvogels uit de familie pitta's (Pittidae). 
Eerder waren de soorten uit dit geslacht ondergebracht bij het geslacht Pitta. In een onderzoek dat in 2009 werd gepubliceerd en waarbij alle soorten moleculair-genetisch werden onderzocht, bleek dat er duidelijk drie clades zijn, de drie geslachten  Erythropitta, Hydrornis en Pitta.

## Soorten
Het geslacht telt dertien soorten:
- Erythropitta arquata  – Roodkoppitta
- Erythropitta celebensis  – Sulawesipitta
  - Erythropitta celebensis caeruleitorques  – Sangirpitta
  - Erythropitta celebensis palliceps  – Siaupitta
- Erythropitta dohertyi  – Sulapitta
- Erythropitta erythrogaster  – Filipijnse pitta
- Erythropitta granatina  – Granaatpitta
- Erythropitta kochi  – Kochs pitta
- Erythropitta macklotii  – Papoeapitta
- Erythropitta meeki  – Rosselpitta
- Erythropitta novaehibernicae  – Bismarckpitta
- Erythropitta rubrinucha  – Zuid-Molukse pitta
- Erythropitta rufiventris  – Noord-Molukse pitta
- Erythropitta ussheri  – Sabahpitta
- Erythropitta venusta  – Zwartkruinpitta